# Мошусни јелени
Мошусни јелени (Moschidae) су породица папакара, коју карактеришу сабљасти зуби уместо рогова, недостатак жлезда на лицу и мала величина (врсте рода Moschus достижу тежину од 17 kg, док су врсте других родова (који су изумрли) биле још мање). Род Moschus је једини живећи род.

## Таксономија
Таксономија мошусних јелена (извор Протеро (2007)).
Породица мошусни јелени (Moschidae):
- Потпородица Moschinae
  - Род 
    - Сибирски мошусни јелен ()
    - Анхујски мошусни јелен ()
    - Патуљасти мошусни јелен ()
    - Црни мошусни јелен ()
    - Планински мошусни јелен ()
    - Кашмирски мошусни јелен ()
    - Хималајски мошусни јелен ()

  - Род  †
    - ?  † - предложено је да ова врста припада роду Micromeryx[3]
- Потпородица  †
  - Род  †

  - Род  †
- Потпородица  †
  - Род  †

  - Род  †

  - Род  †

  - Род  †

  - Род  †

  - Род  †
- Потпородица incertae sedis
  - Род  †

  - Род  †

  - Род  †

  - Род  †

  - Род  †